# Râul Dejeasca
Râul Dejeasca este un afluent al râului Geamăna. 